# Valmo Kriisa
Valmo Kriisa, né le 18 mai 1974, à Pärnu, en République socialiste soviétique d'Estonie, est un joueur estonien de basket-ball. Il évolue au poste de meneur.

## Carrière
Son fils, Kerr Kriisa (en), né en 2001, est l'un des meilleurs joueurs de sa génération.

## Palmarès
- Coupe des Pays-Bas 2005